# Osservatorio di Oukaimden
L'osservatorio di Oukaimden è un osservatorio astronomico situato a 2750 metri sul livello del mare nel comune di Oukaïmden, sulla catena montuosa dell'Atlante, in Marocco. Presso la struttura viene condotta la Morocco Oukaimeden Sky Survey (MOSS), un'indagine conoscitiva per l'osservazione di corpi minori del Sistema Solare.

## Strumenti
Il telescopio adibito all'indagine MOSS è un telescopio riflettore di 50 cm a controllo remoto. L'indagine è frutto di una collaborazione tra l'università Cadi Ayyad di Marrakech, la Société jurassienne d'astronomie (Svizzera) e l'astronoma amatoriale francese Claudine Rinner. In poco meno di sette anni, da ottobre 2011 a febbraio 2018, sono stati scoperti più di 4600 asteroidi. 
Il telescopio TRAPPIST-North è lo strumento principale dell'osservatorio. Inaugurato nel 2016 è gemello del più noto TRAPPIST-South situato a La Silla in Cile; è gestito sia dall'università di Liegi che dall'università Cadi Ayyad. I due telescopi congiunti hanno contribuito nel 2016 ad identificare il sistema planetario TRAPPIST-1.
L'osservatorio è registrato presso il Minor Planet Centre con il codice J43.